# Кульман, Кристин
Кристин Кульман (швед. Kristin Cullman) — шведская ориентировщица, призёр чемпионатов мира по спортивному ориентированию.
Кристин Кульман дважды (в 1974 и 1976 годах) выигрывала золотые медали чемпионатов мира в эстафете в составе шведской команды, а в 1978 году также в составе эстафетной команды завоевала серебро, уступив только финской команде.
На двух подряд чемпионатах мира в 1974 и 1976 годах завоевывала серебряные медали в индивидуальной гонке.